# Steal This Book
Steal This Book (Roba aquest llibre) és un assaig de l'activista estatunidenc Abbie Hoffman. Escrit el 1970 i publicat per Grove Press el 1971, l'estudi exemplifica la contracultura dels anys seixanta. Se'n van vendre més d'un quart de milió de còpies entre abril i novembre del 1971.
L'obra, en estil contracultural, se centra principalment en maneres de lluitar contra el govern i contra les empreses. Està escrita en forma d'una guia per a joves. Hoffman, ell mateix un activista polític i social, hi fa servir moltes de les seues activitats com a inspiració per a alguns dels seus consells.

## Ressenya
L'autor principal del llibre, Abbie Hoffman, fou  un dels activistes estatunidencs més influents i reconeguts de la fi de la dècada dels 1960 i principis dels 1970, i es feu famós pel seu lideratge en les protestes contra la Guerra del Vietnam. A part de Hoffman, altres persones col·laboraren en el recull de Steal This Book, com ara Izak Haber, catalogat com a "coconspirador", i Bert Cohen, catalogat com a "encobridor" en la portada. Tom Forcade no va enregistrat en el llibre, però Hoffman va admetre més tard que havia participat en algunes de les edicions abans de ser reemplaçat per Bert Cohen. Steal This Book es va escriure en el clima de la contracultura, en què l'oposició a la tradició i el govern estava molt estesa, i s'encoratjava a l'experimentació amb noves formes de vida. Quan es publicà l'assaig, fou molt popular entre la Nova Esquerra d'Estats Units, especialment entre els estudiants dels campus universitaris, com la Universitat de Brandeis, en què Hoffman havia estat estudiant.

## Contingut
Steal This Book es divideix en tres seccions, "Sobreviure!", "Lluitar!" i "Alliberar-se!" Cada secció té subcapítols. Conforme han passat els anys, els detalls específics de les tècniques i consells que dona Hoffman en l'assaig són en gran part obsolets per raons tecnològiques o de normativa, però el llibre reflecteix de manera icònica l'esperit de l'època hippie.
"Sobreviure!" explica les tècniques per a obtenir coses "lliures" amb mitjans legals i extralegals per a poder sobreviure. Conté capítols sobre com aconseguir aliments, roba, mobles, transport, terra, habitatge, educació, atenció mèdica, comunicació, oci, diners, drogues i altres articles i serveis. Els suggeriments engloben l'ús de monedes falses, aprofitar-se del govern i els obsequis de l'església, i una varietat de tècniques de robatori en botigues.
La secció "Lluitar!" conté apartats sobre com fer una premsa clandestina, una ràdio lluitadora, una televisió de guerrilles, la qual cosa hauria de dur a una manifestació que hauria de ser violenta; com fer bombes de fabricació casolana, primers auxilis per als lluitadors de carrer, assessorament jurídic, com cercar asil polític, la guerra de guerrilles, les lleis d'armes i la identificació de documents. Aquesta secció també dona consells sobre temes com ara el conreu de cannabis, la vida en comuna, i l'obtenció d'un búfal gratis per part del Departament de l'Interior.
La tercera secció n'és "Alliberar!", i se centra en les solucions a la ciutat de Nova York, Chicago, San Francisco i Los Angeles. L'assaig inclou un apèndix que enumera les organitzacions "aprovades" i altres obres que paga la pena robar.

### L'"Imperi Porc"
En l'obra, Hoffman es refereix als Estats Units com l'"Imperi Porc" (en anglés: Pig Empire) i declara que no és immoral robar-li: Al contrari, seria immoral no fer-ho. El terme va ser recollit pels yippies (Partit Internacional de la Joventut), i fou àmpliament utilitzat pel que es va conéixer com a "Nació Woodstock".

## Impacte cultural
Aquest assaig dona consells sobre com fer per a viure de bades i fora de la llei. També ensenya, entre altres coses, com conrear cannabis, fer una ràdio lliure, viure en comuna i fer fraus en targetes de crèdit.
Molts dels seus lectors seguiren el consell de Hoffman i van furtar el llibre, per això moltes llibreries es van negar a tenir-lo en venda.
Aquest assaig és segurament el millor exemple de la visió dels yippies, un grup polititzat del moviment hippie.
Amb aquesta inspiració es va filmar la vida d'Abbie Hoffman amb el títol de Steal This Movie (Roba aquesta pel·lícula) dirigida per Robert Greenwald.